# Diecezja Chilpancingo-Chilapa
Diecezja Chilpancingo-Chilapa (łac. Dioecesis Chilpancingensis-Chilapensis) – rzymskokatolicka diecezja, obejmująca swoim obszarem stan Guerrero w Meksyku, której stolica biskupia znajduje się w Chilpancingo. 
Diecezja Chilapa erygowana 16 marca 1863 r., przemianowana 20 października 1989 r. na Chilpancingo-Chilapa; jest sufraganią metropolii Acapulco.

## Główne świątynie
- Katedra: Katedra Wniebowzięcia Najświętszej Maryi Panny w Chilpancingo de los Bravo
- Konkatedra: Konkatedra Wniebowzięcia Najświętszej Maryi Panny w Chilapa de Álvarez

## Biskupi diecezjalni
- Ambrosia María Serrano y Rodriguez (19 marca 1863 - 8 lutego 1875)
- Tomás Barón y Morales (7 kwietnia 1876 - 25 września 1882)
- Buenaventura del Purísimo Corazón de María Portillo y Tejeda OFMObs. (25 września 1882 - 27 maja 1889)
- José Ramón Ibarra y González (30 grudnia 1889 - 13 maja 1902)
- José Homobono Anaya y Gutiérrez (9 listopada 1902 - 10 grudnia 1906)
- Francisco Maria Campos y Angeles (12 października 1907 - 5 stycznia 1923)
- José Guadalupe Ortíz y López (8 czerwca 1923 - 26 marca 1926)
- Leopoldo Díaz y Escudero (4 listopada 1929 - 24 listopada 1955)
- Alfonso Tóriz Cobián (12 stycznia 1956 - 20 marca 1958)
- Fidel Cortés Pérez (18 grudnia 1958 - 14 sierpnia 1982)
- José María Hernández González (18 lutego 1983 - 18 listopada 1989)
- Efrén Ramos Salazar (30 października 1990 - 19 lutego 2005)
- Alejo Zavala Castro (19 listopada 2005 - 20 czerwca 2015)[1]
- Salvador Rangel Mendoza OFM (2015 - 2022)
- José de Jesús González Hernández OFM (od 2022)